# 砂塚秀夫
砂塚 秀夫（）は、日本の俳優。静岡県熱海市出身。旧芸名は砂塚 英夫。趣味は乗馬、特技は日本舞踊。1980年代には東企画（品川区）、1985年頃は日経企画に所属していた。

## 来歴・人物
1952年、県立熱海高校から日本大学芸術学部演劇学科に入学。歌舞伎研究会に入り歌舞伎の主役を務めるなどし、同時に俳優の森繁久弥や舞踏の花柳寿楽らに師事する。大学卒業後、劇団民藝の研究所を経て、1958年に俳優座養成所の第10期生となる。養成所卒業直前に岡本喜八監督に指名され、1961年に『顔役暁に死す』でデビュー。
歌舞伎を研究したこともあり、独特なセリフ廻しの味のある演技で三枚目から小悪党的な役柄まで存在感のある脇役として映画、テレビドラマで活躍する。特に岡本喜八監督作品の常連として、なくてはならない存在であった。なお1973年には、自身の企画・製作・主演で映画『毘沙門天慕情』を東宝系で公開した。
1999年以降の動静は不明であったが、2007年に日刊ゲンダイが取材したところ熱海に帰郷し夫婦で暮らしていたという。

## 出演

### 映画
- 顔役暁に死す（1961年4月10日、東宝）
- 地獄の饗宴（1961年9月29日、東京映画）
- どぶ鼠作戦（1962年6月1日、東宝）
- ギャング対Gメン（1962年11月2日、東映）
- 月給泥棒（1962年12月8日、東宝）
- 太平洋の翼（1963年1月3日、東宝） - 小林一飛曹[8]
- 戦国野郎（1963年3月24日、東宝）
- 大盗賊（1963年10月26日、東宝）
- 江分利満氏の優雅な生活（1963年11月16日、東宝）
- 関の弥太っぺ（1963年11月20日、東映）
- 男嫌い (1964年、東宝)
- 続・若い季節（1964年3月20日、東宝）
- くたばれ! 社用族（1964年4月4日、東京映画）
- ああ爆弾（1964年4月18日、東宝）
- 大殺陣（1964年6月3日、東映）
- 血とダイヤモンド（1964年7月1日、東宝＝宝塚映画）
- いれずみ突撃隊（1964年10月21日、東映）
- 博徒対テキ屋（1964年12月24日、東映）
- 明日は咲こう花咲こう（1965年8月14日、日活）
- 網走番外地シリーズ（東映）
  - 網走番外地 望郷篇（1965年10月31日）
  - 網走番外地 北海篇（1965年12月31日）
  - 網走番外地 大雪原の対決（1966年12月30日）
  - 網走番外地 悪への挑戦（1967年8月12日）
  - 新 網走番外地 流人岬の血斗（1969年8月13日）
- 望郷と掟（1966年1月15日、松竹）
- 運が良けりゃ（1966年3月19日、松竹）
- 太陽に突っ走れ（1966年9月8日） - 山之家花丸
- パンチ野郎（1966年9月10日、東宝）
- 阿片台地 地獄部隊突撃せよ（1966年10月15日、松竹＝ゴールデンぷろ）
- ゴジラ・エビラ・モスラ 南海の大決闘（1966年12月17日、東宝） - 仁田[8][1][2]
- 日本侠客伝 白刃の盃（1967年1月28日、東映）
- 殺人狂時代（1967年2月4日、東宝）
- 春日和（1967年、松竹）
- 決着（1967年5月20日、東映）
- 青春太郎（1967年10月18日、東京映画）
- カモとねぎ（1968年3月16日、東宝）
- 続決着（1968年3月30日、東映）
- 霧のバラード (1969年、松竹)
- ごろつき部隊（1969年9月19日、東映）
- 赤毛（1969年10月10日、東宝＝三船プロ）
- 日本暗殺秘録（1969年10月15日、東映）
- 大日本スリ集団（1969年11月22日、東宝）
- 昭和残侠伝 人斬り唐獅子（1969年11月28日、東映）
- 座頭市と用心棒（1970年1月15日、大映＝勝プロ）
- 日本ダービー 勝負（1970年5月13日、東映）
- 喜劇 負けてたまるか!（1970年6月13日、東宝＝渡辺プロ）
- 怪談昇り竜（1970年6月20日、日活）
- 不良番長 暴走バギー団（1970年10月29日、東映）
- 喜劇 男の顔は人生よ（1971年7月3日、日活）
- 旅の重さ（1972年10月28日、松竹）
- 怪獣大奮戦 ダイゴロウ対ゴリアス（1972年12月17日、東宝＝円谷プロ） - サラリーマン風の中年男[1]
- 毘沙門天慕情（1973年5月19日、東宝＝砂塚企画） ※企画・製作・主演
- ロスト・ラブ あぶら地獄（1974年5月4日、日活）
- サンダカン八番娼館 望郷（1974年11月2日、東宝＝俳優座）
- あばよダチ公（1974年11月22日、日活）
- お姐ちゃんお手やわらかに（1975年4月26日、東宝＝ホリプロ）
- キンキンのルンペン大将（1976年4月24日、東映）
- 蛇と女奴隷（1976年10月16日、東映＝向井プロ＝ユニーバースプロ）
- 女教師（1977年10月29日、にっかつ）
- 姿三四郎（1977年10月29日、東宝映画）
- 天平の甍（1980年1月26日、東宝）
- 桃尻同級生 まちぶせ（1982年1月22日、にっかつ）
- おんな6丁目 蜜の味（1982年10月2日、東映）
- 四畳半色の濡衣（1983年3月12日、東映セントラルフィルム）
- 落陽（1992年9月15日、にっかつ）
- 無頼平野（1995年5月29日、ワイズ出版）
- 美味しんぼ（1996年4月13日、松竹、フジテレビジョン、ポニーキャニオン、小学館、博報堂DYメディアパートナーズ）
- ねじ式（1998年7月18日、石井プロ）

### テレビドラマ
- 白馬童子（1960年、NET＝東映） - 猫七
- ナショナルキッド『海底魔王ネルコン』第4話「大臣襲撃計画」（1960年、NET＝東映） - 警官
- 虹の設計（1964年 - 1966年、NHK）
- 七ころび八起き（1964年、CX＝東宝） - 豊臣鮒吉
- 甲州遊侠伝 俺はども安（1965年、CX＝国際放映） - 中村安五郎
- 丹下左膳（1965年 - 1966年、TBS＝宣弘社プロダクション） - 鼓の与吉
- 銭形平次（CX＝東映）
  - 第2話「残された風車」（1966年） - 順八
  - 第80話「待っていた女」（1967年） - 弥之助
- 太郎（1966年）NHK
- 太陽のあいつ（1967年、TBS＝東宝）
- 泣いてたまるか 第61話「日本で一番もてない男」（1967年、TBS＝国際放映）
- 平四郎危機一発（1967年 - 1968年、TBS＝国際放映）
- 大河ドラマ（NHK）
  - 竜馬がゆく（1968年） - 土佐藩士・井田
  - 樅ノ木は残った（1970年） - 久兵衛
  - 風と雲と虹と（1976年） - 公家
  - 翔ぶが如く（1990年） - 瓦版売り
- 37階の男（1968年、NTV） - 羽村雄次郎
- 風 第30話「頼まれた略奪」（1968年、TBS＝松竹）
- 喧嘩太郎（1968年 - 1969年、MBS＝日活） - 亀村兵治
- ポーラテレビ小説 / パンとあこがれ（1969年、TBS）
- S・Hは恋のイニシァル（1969年、TBS）
- 青空にとび出せ! 第6話「ピンキーと五月人形」（1969年、TBS＝国際放映）
- 鬼平犯科帳 第1シリーズ （1969 ‐ 970年、NET / 東宝）‐  村松忠之進
- フラワーアクション009ノ1 第4話「殺し屋はニューモードがお好き」（1969年、CX＝東映）
- プレイガール（12ch＝東映）
  - 第39話「女一匹けんか仁義」（1969年）
  - 第96話「男殺しやわ肌仁義」（1971年）
- 水戸黄門（TBS＝C.A.L）
  - 第1部 第17話「人情喧嘩そば -岡山-」（1969年11月24日） - 長次
  - 第3部 第6話「仇討ち姉弟 -藤枝-」（1972年1月3日） - 金太郎
  - 第4部 第21話「南部鉄瓶由来 -盛岡-」（1973年6月11日） - 仙八
  - 第5部 第7話「盗まれた路用金 -富山-」（1974年5月13日） - お仏壇の半次
  - 第18部 第26話「怨念渦巻く祭の宿 -豊川-」（1989年3月13日） - 不動の亀五郎
- だいこんの花（1970年、NET）
- 男は度胸 （1970年、NHK） - 兼松
- 大忠臣蔵 第9話「大評定」（1971年、NET＝三船プロ） - 武林唯七
- おれは男だ! 第19話「炎のように恋をしろ!」（1971年、NTV＝松竹） - 田村金作
- キイハンター 第188話「スリル万点! ズッコケ大航海」（1971年、TBS＝東映） - 有田
- 世なおし奉行（1972年、NET＝東映） - ちょぼいちの辰
- 鉄道100年 大いなる旅路（1972年、NTV＝バリアンツ）
- 大岡越前 第3部 第9話「盗っ人仁義」（1972年8月7日、TBS / C.A.L） - 銀平
- 江戸を斬る 梓右近隠密帳 第16話「悲願の直訴状」（1973年、TBS＝C.A.L） - 弥蔵
- 剣客商売 第19話「忘れた顔」（1973年、CX＝東宝＝俳優座） - 鯉料理屋主人
- 若さま侍捕物手帖 第21話「宝刀の首吊り」（1973年、KTV） - 結城伊織
- 伝七捕物帳 （NTV）
  - 第12話「ご赦免花の咲く日まで」（1973年）- 直次郎
  - 第42話「殺しを呼ぶ富札」（1974年）- 吉次
  - 第102話「十手目が王手」（1976年）- 与太郎
  - 第105話「鳥追い無情」（1976年）- 伸八
  - 第112話「執念の投げ十手」（1976年）- 念佛の太助
- ぶらり信兵衛 道場破り 第16話「大騒ぎ芝居見物」（1974年、CX / 東映）
- 非情のライセンス 第1シリーズ 第51話「兇悪の逃亡者」（1974年、NET / 東映） - 前畑吉次
- 夜明けの刑事（TBS＝大映テレビ）
  - 第12話「二人の妻を持つ夫」（1974年）
  - 第54話「消えた女子高校生の秘密」（1976年） - ベビードールプロダクション社長
  - 第61話「死者への花は絶やさない!!」（1976年） - 岸田
  - 第100話「ヘビにのまれたスッポン刑事」（1977年）
- ベルサイユのトラック姐ちゃん 第6話「ベルトラ姐ちゃん大声援!」（1976年、NET / 東映） - 佐山
- 夫婦旅日記 さらば浪人 第16話「伊兵衛乱心」（1976年、CX / 勝プロ） - 獄門の松造
- お耳役秘帳（1976年） - ちょん平
- 遠山の金さん 杉良太郎版 第71話「女騒動!うわなり打ち」（1977年、NET/東映） -公事師 善助
- 事件(秘)お料理法 第1話「熱いハートのミス刑事」（1977年、KTV）
- 俺たちの朝 第36話（1977年） - 衣料店々主
- 大江戸捜査網（12ch＝三船プロ→ヴァンフィル）
  - 第285話「夜桜は死の誘い」（1977年） - 染八
  - 第476話「運命に泣く幸薄き女」（1981年） - 軍次改め大倉屋惣兵衛
  - 第622話「処刑直前! 清次郎命の賭け」（1983年） - 鬼源
  - 第635話「凍る夜 殺人者は眠らない」（1984年） - 鳥越武助
- 桃太郎侍　第17話「非情十手と人情豆腐」（1977年、日本テレビ） - 蝮の文六
- 若さま侍捕物帳 第13話「参上!! 赤い影法師」（1978年、ANB＝国際放映＝前進座）
- 西遊記II 第2話「恐怖! 猿のワクチン」（1979年、NTV＝国際放映）
- 熱中時代・刑事編 第14話「タンジョウビオメデトウ」（1979年、NTV） - 丹沢
- 江戸の牙 第14話「秘境! 女軍団逆襲す」（1980年、ANB＝三船プロ） - 万力屋徳兵衛
- 御宿かわせみ 第10話「女主人殺人事件」（1980年、NHK）
- 旅がらす事件帖 第6話「流転の女 別れ雨」（1980年、KTV） - 天魔の五郎蔵
- 西部警察 （ANB＝石原プロ）
  - 第74話「出発（たびだち）」（1981年3月15日） - 本山
  - 第86話「決断12時」（1981年6月28日） - 村山商事・村山社長
  - 第116話「狙撃銃・スナイパーG3」（1982年） - 小野
- 新五捕物帳 第150話「天から降った子」（1981年、NTV＝ユニオン映画） - 文造
- 影の軍団III 第3話「忍びの虫は掃除虫」（1982年、KTV＝東映）
- Gメン'75 第353話「白衣の天使連続殺人事件」（1982年、TBS＝東映） - たこ焼き屋台主人
- 右門捕物帖 第10話「ひとりぼっちの童歌」（1983年、NTV）
- 新・大江戸捜査網 第3話「からくり極悪絵図」（1984年、TX＝ヴァンフィル） - 袈裟三
- 流れ星佐吉 第14話「岡ッ引き首ッたけ大弱り」（1984年、KTV＝松竹）
- 裸の大将 第25話「清・北の国のキューピッド」（1988年、KTV＝東阪企画） - 栗山
- 闇を斬る!大江戸犯科帳 第19話「蛍大名」（1993年、NTV＝ユニオン映画） - 辰五郎
- 法医学教室の事件ファイル 第2シリーズ 第9話「嘘をつく死体!? 女医の追及」（1993年、ANB＝国際放映）
- 月曜ドラマスペシャル / 湯けむり仲居純情日記3（1994年、TBS＝スタープロジェクト）
- 土曜ワイド劇場 / 森村誠一作家30年記念 棟居刑事の復讐（1996年、ANB＝東宝）

### CM
- サンヨー食品：サッポロ一番
- 一正蒲鉾：北海ふぶき

## 音楽作品

### シングル
- 雨の別れ道／いつか逢う人（日本コロムビア、SAS-1007）
- 東京ダンチョネ節／俺も男に生まれたからには（テイチクレコード、SN-1055）
- 男の唄／毘沙門天慕情（東宝映画「毘沙門天慕情」主題歌）（東宝レコード、AT-1026）

### アルバム
- 幇間芸の世界（1976年、日本コロムビア、FZ-7019）